# Walpole (Massachusetts)
Pour les articles homonymes, voir Walpole.
Walpole est une ville du comté de Norfolk dans le Massachusetts. Elle se trouve à 28,8 km au sud de Boston et à 37,8 km au nord de Providence (Rhode Island). Sa population s'élevait à 24 070 habitants au recensement de 2010.
Walpole a été fondée en 1659 par des colons anglais dans une région peuplée par la tribu amérindienne Neponset et faisait partie de Dedham. Elle en a été séparée en 1724. Elle doit son nom à Robert Walpole, de facto le premier Premier ministre du Royaume-Uni.

## Architecture
- Église Sainte-Marie (début XXe siècle)
- Église du Saint-Sacrement (début XXe siècle)